# 남원 원동향약
남원 원동향약(南原 源洞鄕約)은 대한민국 전북특별자치도 남원시 주천면에 있는 조선시대의 책이다. 1994년 8월 10일 전라북도의 유형문화재 제146호로 지정되었다.

## 개요
원동향약은 선조 5년(1572)에 설립되어 420여 년간 계승된 것으로, 인조 16년(1638)에 작성한『향약록』과 숙종 원년(1675), 영조 21년(1745), 정조 4년(1780)에 만들어진『표창록』등 20여 권이 전하고 있다.
각 권은 한지로 만들어졌는데 창호지가 많으며, 크기는 조금씩 다르다. 현재 전해지고 있는 것으로, 『원천향안』·『원천동약중수안』·『원천원동수안』·『동약중수안』·『원천동향약안』·『위원연기』등이 있다.
이것들은 조선 중기에서 후기까지의 사회사를 연구하는데 귀중한 자료로 평가된다.

## 같이 보기
- 향약

## 참고 자료
- 원동향약 - 국가유산청 국가유산포털